# Mount Laguna-observatorium
Het Mount Laguna-observatorium (Engels: Mount Laguna Observatory, MLO) is een Amerikaans astronomisch observatorium van de San Diego State University, uitgebaat in samenwerking met de Universiteit van Illinois te Urbana-Champaign. Het observatorium bevindt zich 75 kilometer ten oosten van het centrum van San Diego, op de oostelijke rand van het Cleveland National Forest in de Laguna Mountains en nabij het plaatsje Mount Laguna.
Het observatorium werd op 19 juni 1968 ingehuldigd, zeven jaar nadat het Departement van Astronomie een onafhankelijke academische eenheid van de San Diego State University was geworden.